# Lorenzo Leuzzi

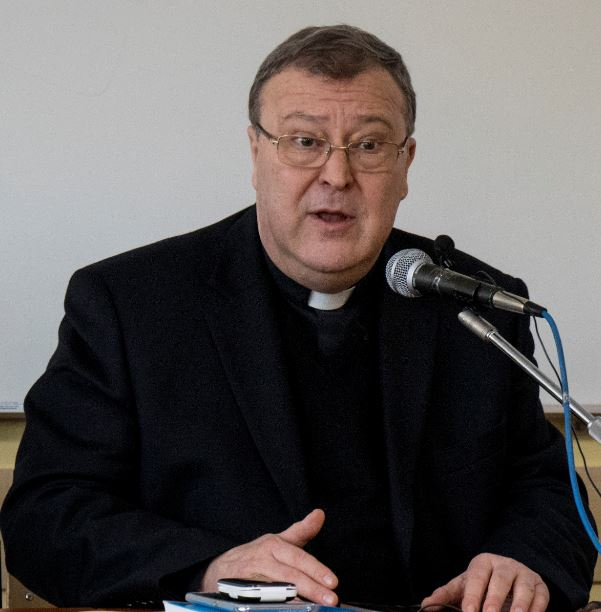
Bischof Lorenzo Leuzzi

Lorenzo Leuzzis Wappen als Weihbischof

Lorenzo Leuzzi (* 25. September 1955 in Trani) ist ein italienischer Geistlicher und römisch-katholischer Bischof von Teramo-Atri.

## Leben
Der Kardinalvikar und Erzpriester der Lateranbasilika, Ugo Kardinal Poletti, spendete ihm am 2. Juni 1984 die Priesterweihe.
Papst Benedikt XVI. ernannte ihn am 31. Januar 2012 zum Weihbischof in Rom und Titularbischof von Aemona. Der Kardinalvikar und Erzpriester der Lateranbasilika, Agostino Vallini, spendete ihm und dem gleichzeitig ernannten Weihbischof Matteo Maria Zuppi am 14. April desselben Jahres die Bischofsweihe; Mitkonsekratoren waren Giovanni Battista Pichierri, Erzbischof von Trani-Barletta-Bisceglie, und Vincenzo Paglia, Bischof von Terni-Narni-Amelia.
Am 23. November 2017 ernannte ihn Papst Franziskus zum Bischof von Teramo-Atri. Die Amtseinführung fand am 20. Januar des folgenden Jahres statt.